# Dycladia lydia
Dycladia lydia là một loài bướm đêm thuộc phân họ Arctiinae, họ Erebidae.